# James Waddell Alexander
James Waddell Alexander (Sea Bright, 19 settembre 1888 – Princeton, 23 settembre 1971) è stato un matematico statunitense.
Insegnante dal 1928 a Princeton, è noto soprattutto per i suoi teoremi di dualità di Alexander nel campo della topologia.